# MoMo (ví điện tử)
MoMo là một nền tảng ví điện tử do Công ty Cổ phần Dịch vụ Di động Trực tuyến (M_Service) phát triển cho phép người dùng thực hiện các thanh toán, giao dịch trên các thiết bị di động. Bằng việc hợp tác với hơn 90% ngân hàng tại Việt Nam cùng 10.000 thương nhân trên cả nước, công ty này nắm giữ hơn 80% thị phần trong lĩnh vực thanh toán kỹ thuật số. Tính đến năm 2022, ví điện tử MoMo có hơn 31 triệu người dùng sử dụng.

## Lịch sử
Kể từ năm 2007, MoMo bắt đầu triển khai xây dựng hệ sinh thái thanh toán điện tử tương tự như WeChat. Vào tháng 10 năm 2010, MoMo ra mắt dưới dạng dịch vụ liên kết giữa mạng điện thoại VinaPhone với các hệ thống các ngân hàng tại Việt Nam, cho phép các thuê bao di động thực hiện thanh toán, chuyển khoản ngay trên thiết bị của họ. Tất cả các dịch vụ của MoMo đều được tích hợp trong sim 128K của VinaPhone. Mỗi thuê bao sử dụng dịch vụ ví điện tử MoMo phải trả mức phí 5.000 đồng/tháng. Trong đó, người dùng phải trả thêm 200 đồng cho mỗi giao dịch riêng.
Ngày 2 tháng 6 năm 2014, MoMo cho phép người dùng tải về thông qua nền tảng Android. Không lâu sau đó, MoMo có mặt trên App Store của iOS. Tháng 4 năm 2015, ứng dụng xuất hiện trên nền tảng Windows Phone. Tháng 10 năm 2015, MoMo chính thức được Ngân hàng Nhà nước Việt Nam cấp giấy phép, đảm bảo tiền trong ví là tiền thật và được bảo chứng. Cùng thời gian này, M_Service ký thỏa thuận hợp tác với Standard Chartered cho ra mắt dịch vụ Straight2Bank Wallet, cho phép khách hàng doanh nghiệp của Standard Chartered tại Việt Nam có thể thực hiện giao dịch với mọi cá nhân thông qua ví điện tử MoMo ngay cả khi người đó chưa có tài khoản ngân hàng. Đầu năm 2016, quỹ Standard Chartered Private Equity và Goldman Sachs chi 28 triệu đô la đầu tư cho MoMo. Tháng 9 cùng năm, MoMo được trao Chứng nhận Bảo mật quốc tế PCI DSS cấp độ "nhà cung cấp dịch vụ" dành cho doanh nghiệp có các dịch vụ xử lý, truyền tải, lưu trữ dữ liệu liên quan đến thẻ thanh toán.
Tháng 4 năm 2017, MoMo là đối tác tiếp theo của CGV Cinemas. Tháng 8 năm 2017, Ngân hàng Shinhan ký thỏa thuận ghi nhớ với M_Service về việc nối số tài khoản khách hàng của Ngân hàng Shinhan với ví điện tử MoMo. Đến tháng 11, MoMo và Uber ký kết thỏa thuận hợp tác chiến lược, qua đó cho phép người dùng thanh toán trực tiếp các dịch vụ của Uber thông qua ví điện tử này, giúp Việt Nam trở thành quốc gia đầu tiên ở Đông Nam Á có thể thanh toán Uber qua ví điện tử.
Năm 2018, MoMo lần lượt ký thỏa thuận hợp tác với Tổng công ty bảo hiểm Bảo Việt, Công ty tài chính tiêu dùng Home Credit Việt Nam và Tổng Công ty Đường Sắt Việt Nam. Năm 2019, MoMo tiếp tục thỏa thuận hợp tác với Công ty Hệ thống Thông tin FPT trong việc thanh toán qua các hệ thống quản lý bệnh viện FPT.eHospital và chính quyền điện tử FPT.eGov và ký kết các thỏa thuận với Bệnh viện Đại học Y Dược Thành phố Hồ Chí Minh cùng hệ thống siêu thị Saigon Co.op. Tháng 9 năm 2019, MoMo ra mắt tính năng thanh toán trò chơi, ứng dụng và các dịch vụ trên App Store.
Ngày 9 tháng 12 năm 2019, ví MoMo trở thành một trong bốn kênh thanh toán chính thức trên cổng dịch vụ công Việt Nam, bên cạnh VNPT Pay, Vietinbank và Vietcombank. Năm 2020, ví MoMo ký kết thỏa thuận hợp tác với Cục Tin học hóa triển khai Cổng thanh toán quốc gia. Đến tháng 9 năm 2020, ứng dụng này hoàn tất việc kết nối hạ tầng công nghệ với 38 tỉnh, thành phố có tích hợp cổng dịch vụ công quốc gia. Cùng năm, ví điện tử này ký thỏa thuận hợp tác toàn diện đồng thời triển khai kênh thanh toán chiến lược với tập đoàn bảo hiểm nhân thọ AIA.

## Đón nhận
Ngay tháng đầu tiên ra mắt, ứng dụng này có hàng trăm nghìn lượt tải về, trở thành một trong năm ứng dụng tài chính có số lượt tải cao nhất trên Google Play. Tháng 9 năm 2015, MoMo lọt vào danh sách mười ứng dụng miễn phí trên cửa hàng Apple Store Việt Nam và cũng là ứng dụng ví điện tử trên di động đầu tiên đạt mốc một triệu người dùng. Ngày 22 tháng 9 cùng tháng, ứng dụng này lọt vào top 2 ứng dụng miễn phí trên App Store Việt Nam.
Trong cuộc khảo sát do tạp chí Nhịp Cầu Đầu Tư công bố tháng 4 năm 2018, MoMo là "ví điện tử số một Việt Nam". Tháng 10 cùng năm, MoMo trở thành đại diện đầu tiên của Việt Nam có mặt trong Fintech100 và nằm trong danh sách Top 50 "Ngôi sao mới nổi". Một năm sau đó, MoMo từ thứ hạng 84 vọt lên 36, lọt vào danh sách 50 công ty dẫn đầu Fintech100. Tính đến ngày 30 tháng 10 năm 2018, MoMo góp mặt trong danh sách 20 ứng dụng miễn phí của kho ứng dụng Google Play và dẫn đầu trong danh sách những ứng dụng miễn phí về tài chính. Ngoài ra, ứng dụng này còn là ứng dụng tài chính nhiều người sử dụng nhất năm 2020 do App Annie đề cử, đồng thời là một trong mười thương hiệu có "trải nghiệm khách hàng xuất sắc" do KPMG công bố. Đây cũng là thương hiệu ví điện tử đầu tiên tại Việt Nam có mặt trong danh sách này.

## Bê bối

### Phương thức xác thực kém bảo mật (2017)
Cuối năm 2017, nhiều khách hàng sử dụng ví điện tử MoMo bị lừa đảo sau khi có người tự xưng là nhân viên công ty gọi đến yêu cầu cung cấp mã xác thực OTP. Về vấn đề này, MoMo cho rằng hệ thống của họ không có lỗi bảo mật và thống nhất liên hệ với nhà chức trách để đảm bảo quyền lợi của khách hàng. Theo ý kiến một số chuyên gia, việc MoMo chỉ yêu cầu xác thực OTP khi đăng ký tài khoản hoặc đổi thiết bị mà không yêu cầu nhập mã OTP khi đăng xuất rồi tiến hành đăng nhập lại, cũng như không yêu cầu OTP khi xác nhận thanh toán sẽ "không đảm bảo an toàn cho người sử dụng". Đến năm 2018, hiện tượng lừa đảo thông qua hình thức này tiếp tục tái diễn, buộc MoMo phải lên tiếng xin lỗi, cam kết sẽ "khắc phục cũng như nâng cao công tác quản lý trong thời gian tới", đồng thời khuyến cáo khách hàng không cung cấp thông tin cá nhân của mình cho bất kỳ ai.

### Bê bối chương trình "Lắc xì cùng ví MoMo" (2019)
Đầu năm 2019, ví điện tử MoMo mở chương trình "Lắc xì cùng ví MoMo". Theo đó, công ty này hứa hẹn sẽ chia thưởng 5 tỷ đồng cho những ai sưu tập đủ các vé vàng theo thể lệ chương trình. Tuy nhiên, sau khi chia thưởng, do số lượng người tham gia quá lớn nên mỗi cá nhân chỉ nhận được hơn 45.000 đồng. Ngay sau khi kết thúc chương trình, nhiều người đã vào App Store và Google Play đánh giá ứng dụng này 1 sao kèm lời bình "lừa đảo".

### Chấm dứt hợp đồng với VieON (2020)
Tháng 9 năm 2020, MoMo đơn phương chấm dứt hợp đồng với đối tác VieON. Phía VieON cho rằng việc chấm dứt hợp đồng này đã tạo nên rắc rối lớn cho người dùng VieON đồng thời "làm giảm sức cạnh tranh" của công ty này. Trong khi đó, phía MoMo cho rằng việc chấm dứt này tuân theo "đúng các điều khoản của hợp đồng". Ngay sau đó, VieON đã kiện M_Service ra Tòa án Thành phố Hồ Chí Minh.

## Hoạt động cộng đồng
Ví MoMo cùng các đối tác đã thực hiện nhiều chương trình hỗ trợ cộng đồng như vận động quyên góp hỗ trợ phẫu thuật dị tật bẩm sinh cho trẻ em, hoạt động đi bộ trực tuyến hỗ trợ quỹ học bổng "tiếp sức đến trường", hỗ trợ bệnh nhi ung thư. Ngoài ra, trong giai đoạn Đại dịch COVID-19 tại Việt Nam, ví điện tử này ra mắt video ca nhạc "Điều nhỏ bé vĩ đại" nhằm cổ vũ người dân chống dịch, đồng thời quyên góp 1 tỷ đồng cho Ủy ban Trung ương Mặt trận Tổ quốc Việt Nam.
Năm 2020, Ví MoMo ra mắt cuộc thi "học viện MoMo", tạo sân chơi học thuật, kiến thức từ nhiều lĩnh vực dưới dạng các câu hỏi đáp, thu hút 6 triệu người tham gia sau 2 tuần. Ngày 4 tháng 10, cuộc thi kết thúc với phần thưởng 1 tỷ đồng được trao cho quán quân cuộc thi.

## Vinh danh
Năm 2018, MoMo nhận giải "ICT Awards" nhằm ghi nhận nỗ lực của ứng dụng này trong việc định hướng đô thị thông minh ở Thành phố Hồ Chí Minh. Năm 2019, MoMo được The Asian Banker tại Việt Nam vinh danh là "Sản phẩm ví điện tử xuất sắc nhất".

## Dịch vụ
MoMo cho phép người dùng thanh toán hơn 500 dịch vụ khác nhau bao gồm hóa đơn điện, nước, internet, phí chung cư, nạp tiền điện thoại, mua vé xem phim, đặt vé máy bay, vé tàu, vé xe, đặt phòng khách sạn, mua đồ ăn, thức uống, thanh toán cà phê, đổ xăng, mua sắm cùng các dịch vụ tài chính như ngân hàng, bảo hiểm. Bên cạnh đó, ứng dụng còn tích hợp chức năng tích điểm thưởng, đổi điểm thưởng lấy voucher mua sắm, nuôi heo đất hoàn tiền hoặc quyên góp cho các hoạt động thiện nguyện. Cuối năm 2020, MoMo ra mắt tính năng "du lịch, đi lại".
Ngoài ra, MoMo là ứng dụng thanh toán di động đầu tiên của Việt Nam tích hợp công nghệ "One Touch Payment", cho phép khách hàng thực hiện giao dịch thông qua một lần chạm màn hình.